# Adriel (prénom)
Adriel est un prénom masculin.
Il n’est pas fêté en France.

## Sens et origine du prénom
Prénom exclusivement masculin ayant plusieurs origines:
- La première, nord-amérindienne [2] qui signifie « castor » symbole d'adresse.
- La seconde est d'origine hébraïque עַדְרִיאֵל signifiant peuple de Dieu ou splendeur de Dieu.

## Personnes célèbres et fréquence du prénom Adriel
- Adriel Favela, chanteur d’origine hispanique ;
- Adriel Jérémie Green aka A.J. Green, footballeur américain ;
- Prénom parfois usité aux États-Unis comme surnom, bien que relativement rarement mais avec une occurrence croissante[3].
- Prénom donné pour la première fois en France en novembre 1980, avec une occurrence croissante bien que très faible : donné 22 fois au XXe siècle en France[4].